# 燕北街道 (永安市)
燕北街道是中国福建省三明市永安市下辖的一个街道。

## 行政区划
燕北街道共辖5个居委会、6个行政村，分别是：

黄山社区、后溪洋社区、江滨社区、红山社区、西坑村、西营村、兴平村、坂尾村、益口村和飞桥村。